# 南部弾薬庫

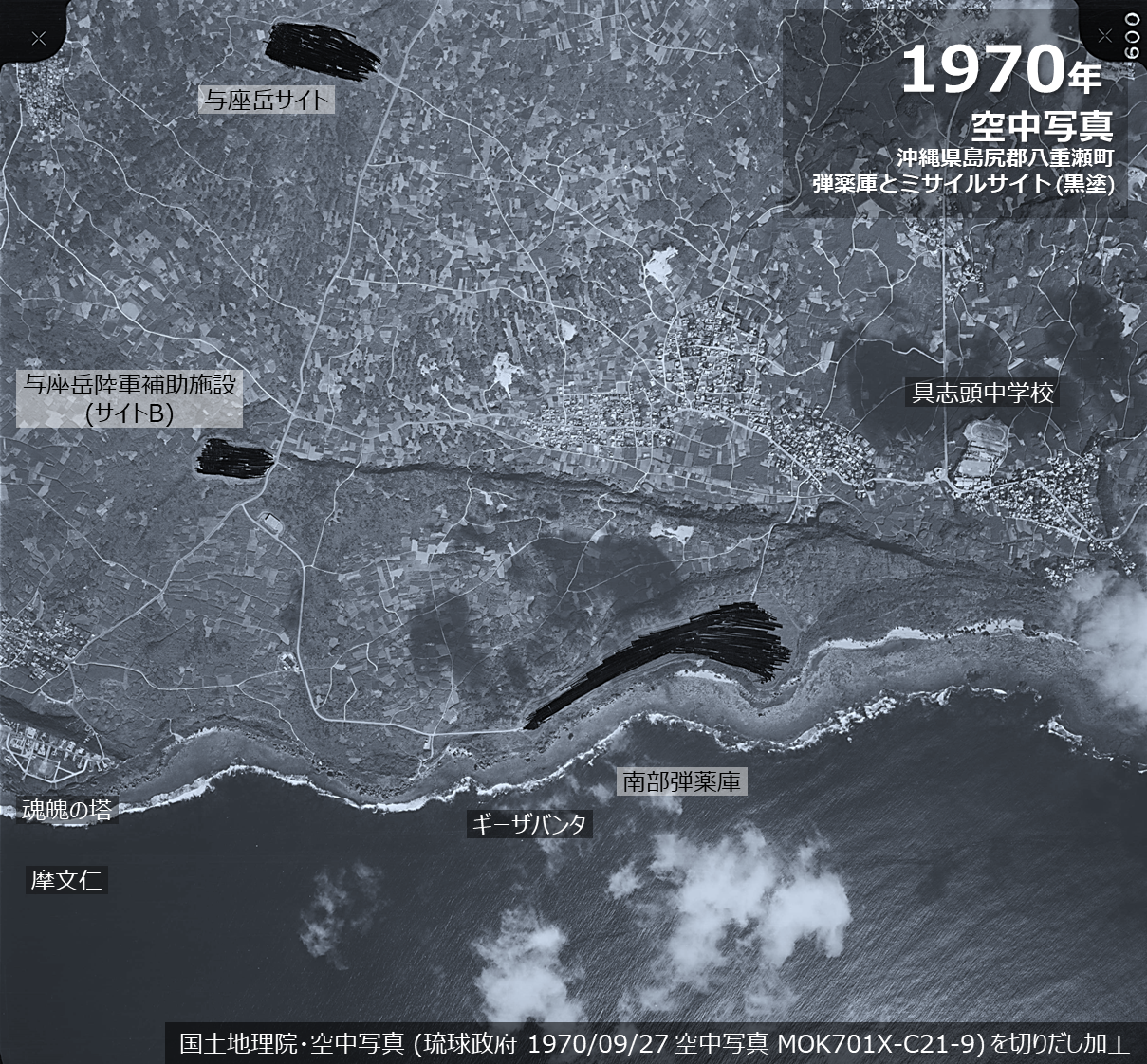
返還前の米軍「南部弾薬庫」「与座岳陸軍補助施設 サイトB」「与座岳サイト」 1970年9月27日の空中写真ではミサイルサイトと弾薬庫の一部が黒塗りされている。

南部弾薬庫 (なんぶだんやくこ 英語: Sedake Training Area, South ammunition storage area) は、沖縄県糸満市と八重瀬町にあった米軍の弾薬庫。沖縄県立平和祈念資料館のある摩文仁のすぐ西側、ギーザバンタ (慶座絶壁) に位置し、1,287,000㎡の面積を有した。接収当初はナイキ・ハーキュリーズのミサイル基地として使用されたが、その後1977年に返還されるまで弾薬庫として利用された。南部弾薬庫から与座岳陸軍補助施設まで軍道でつながっていた。現在はゴルフ場になっている。

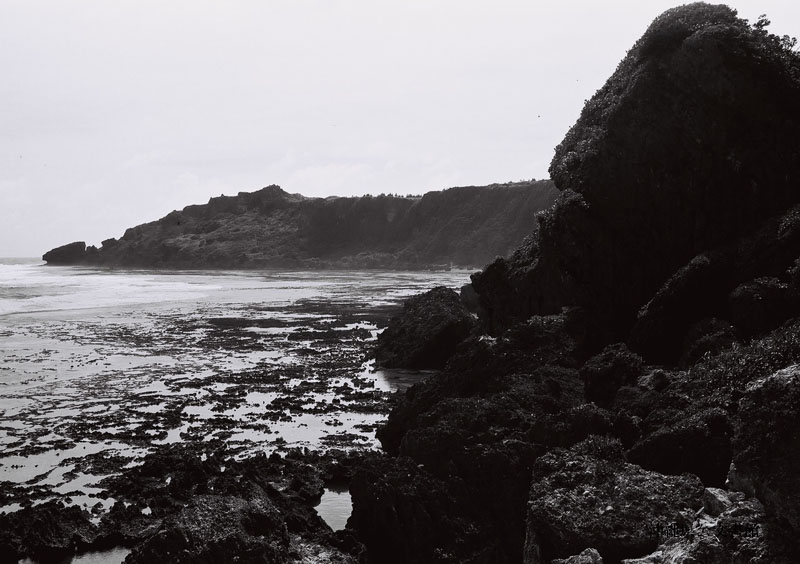
具志頭村ギーザバンタ (慶座絶壁)

## 概要
米陸軍がナイキ・ハーキュリーズのミサイル基地として使用。ミサイル撤去後は弾薬庫として使用された。また与座岳陸軍補助施設のミサイルサイト (サイトB) とは軍道で直接つながっていた。
- 旧称: South Ammunition Storage Annex
- 改称: 南部弾薬庫 (South ammunition storage area)
- 場所: 糸満市、具志頭村
- 面積: 1,287千㎡[1]
- 施設: 覆土式弾薬庫(7カ所)、一般弾薬庫(２カ所)、倉庫(3カ所)、警備所(4カ所)、浄水場、ポンプ場、貯水タンク(１個)
- 工作物：街燈、配電線、保安柵、アスファルト舗装道路、下水道、駐車場、等[2]

歴史
- 1958年2月: 米陸軍のナイキ基地として強制接収され、使用開始される。
- 1970年頃: ナイキの撤去に伴い、陸軍弾薬庫として使用される。
- 1972年5月15日: 沖縄施政権移行で日本政府により「南部弾薬庫」として提供開始。
- 1973年12月頃: アメリカ海軍の弾薬庫として使用。
- 1976年8月31日: 南部弾薬庫及び那覇空軍・海軍補助施設の瀬長島海軍弾薬庫施設の嘉手納弾薬庫への移設が完了する[3]。
- 1977年3月31日: 南部弾薬庫の返還

## 沖縄の核兵器
1950年代、アメリカとソ連の核開発が激化するなかで、沖縄の米軍基地への核兵器配備が急速に進められた。ナイキ・ハーキュリーズのミサイル拠点は、県内に8か所建設された。特に南部の与座岳陸軍補助施設や与座岳サイトを補給するのがこの南部弾薬庫であった。特に与座岳陸軍補助施設のミサイルランチャーがあるサイトBとは軍道で連結していた。
1972年の沖縄の施政権移行 (沖縄返還) にともなう核兵器の撤去に関しては、1971年の知花弾薬庫の毒ガス・化学兵器の撤去のためのホワイト・ビーチ地区までの移送 (レッドハット作戦) と同様に、南部弾薬庫から人口密集地を経て那覇軍港への移送が想定されることも問題となった。

## 南部弾薬庫の移設
1976年8月31日、南部弾薬庫と那覇空軍・海軍補助施設の瀬長島弾薬庫の返還に伴う代替施設として、米空軍嘉手納弾薬庫に新たに日本の予算で2,700㎡の弾薬庫を建設し、米軍への提供 (移設) を完了した。広大な面積を占有する南部弾薬庫は、実際には沖縄返還に伴う核兵器撤去に伴い過半が遊休化しているといわれるなか、代替施設として嘉手納弾薬庫に新施設を建設し提供する必要があるのか、瀬長島弾薬庫問題と共に議論となった。

## 返還

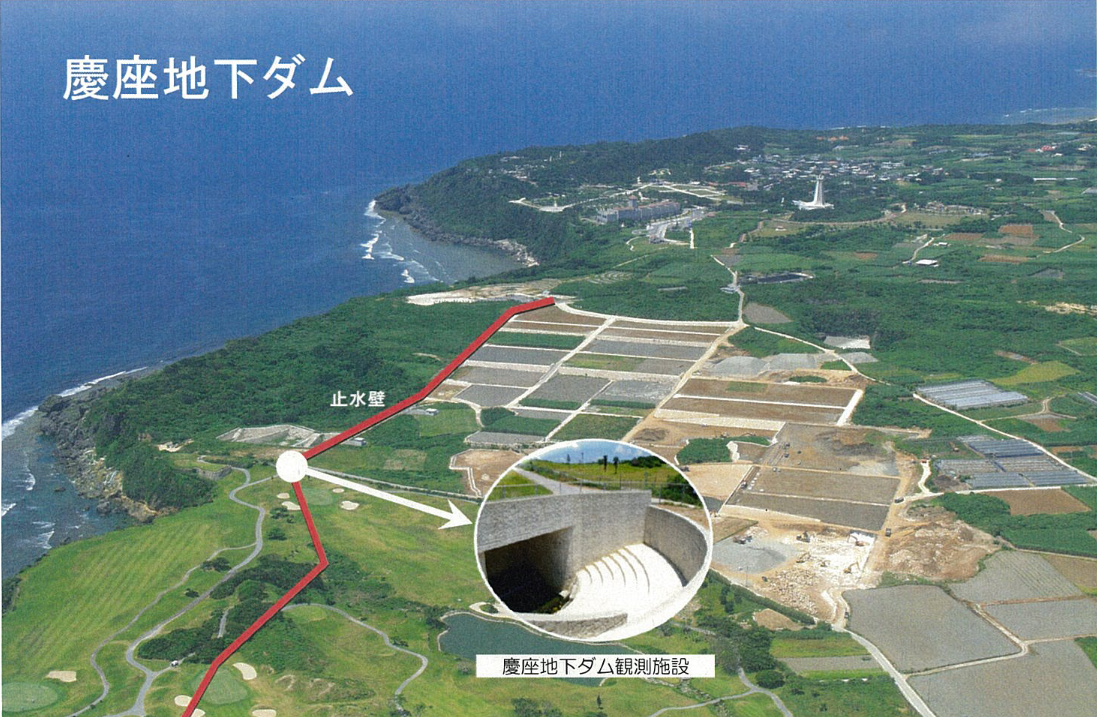
慶座地下ダムの位置 (沖縄総合事務局)。下方がサザンリンクスリゾートゴルフクラブ (南部弾薬庫跡地)

1977年3月31日、南部弾薬庫が全返還される。具志頭村(現八重瀬町)側の1,240,000㎡はゴルフ場 (サザンリンクスゴルフクラブとサザンリンクスリゾートホテル)となる。糸満市側の39,000㎡は採石場となるが、1992年に沖縄総合事務局主導の国営かんがい排水事業「沖縄本島南部土地改良区」が始動し、跡地に慶座地下ダムが建設された。水源が確保されて土地改良がすすみ、跡地も農地として活用されている。

## 参照項目
- 沖縄の米軍基地 > 与座岳・八重瀬岳の米軍基地
- ギーザバンタ